# Chustcultuur
De Chustcultuur of Tsjoestcultuur (Oezbeeks: Chust madaniyati) was een archeologische cultuur uit de late bronstijd en vroege ijzertijd die bloeide in de Ferganavallei in het oosten van Oezbekistan vanaf ca. 1500 tot 900 voor Christus.
De nederzettingen van de Chustcultuur varieerden in grootte van kleine woonplaatsen tot grote nederzettingen van meer dan 10 ha. De grootste was Dalverzin Tepe met een omvang van 25 hectare, andere grotere plaatsen waren het naamgevende Chust, Dachan en Ashchal. Sommige sites bevinden zich op heuveltoplocaties, terwijl andere wijzen op de aanwezigheid van verdedigingswerken. Ze hadden stadsmuren, Dalversin-Tepe had zelfs een citadel. Aanvankelijk waren de woningen veelal uitgegraven kuilwoningen, later werden ze bovengronds uit leemsteen gebouwd. 
Op Chust-sites komen regelmatig grote putten voor. Deze waren waarschijnlijk bedoeld voor de opslag van graan. Gerst, tarwe en vooral gierst zijn aangetoond, samen met landbouwwerktuigen zoals sikkels en schoffels. Men was bekend met droge landbouw en het winnen van water uit kleine watermassa's. De nederzettingen lagen daarom meestal niet ver van kleinere rivieren of bronnen.
Huisdieren waren onder meer kamelen, ezels, paarden, runderen, schapen, geiten en waarschijnlijk varkens. Wilde dieren die in hun territoria verschenen waren onder meer onagers, gazellen en saiga -antilopen.
Een van de meest gebruikte materialen was been. Er werd een breed scala aan voorwerpen gemaakt van brons, onder meer speerpunten en messen. Ook werden er spiegels gevonden. IJzer was bekend en werd gebruikt om wapens te maken.
Het aardewerk werd met de hand gemaakt. 
De begrafenissen vonden normaal gesproken plaats in kuilen aan de rand van nederzettingen. Dergelijke putten bevatten vaak zowel menselijke als dierlijke resten. Soms bevatten ze depots van pannen.
De stenen messen en sikkels van de Chustcultuur en het beschilderde aardewerk zijn vergelijkbaar met die van gelijktijdige culturen verder naar het oosten in Xinjiang.
De menselijke overblijfselen van de Chustcultuur zijn van een Europoide type. De bevolking wordt over het algemeen als Iraans beschouwd. Er is gesuggereerd dat ze deel uitmaakten van een Iraanse beweging naar het oosten, of misschien van een groep Iraniërs die zich vanuit Xinjiang westwaarts terugtrokken. Het is een van de eerste sedentaire Iraanse culturen.

## Relatie met andere culturen
Het aardewerk suggereert een verbinding met andere culturen van Zuid-Centraal-Azië. Soortgelijk aardewerk werd gevonden in de buurt van Samarkand en in Turkmenistan. Er zijn vondsten van Chust-achtige werktuigen gedaan in Xinjiang. Vanwege de brede geografische spreiding van de vondsten wordt soms gesproken van een Chust-supercultuur die grote delen van de regio omvatte.